# Hungerstreifen
Hungerstreifen oder Mangelstreifen (falknerspr. Grimale, engl. hunger streaks oder hunger traces) bezeichnet eine gelegentlich auftretende Anomalie in der Federbildung fast aller Vogelarten. Die Ursachen ihrer Entstehung werden diskutiert, allgemein aber mit Mangelzuständen während der Federbildung in Zusammenhang gebracht.
Hungerstreifen sind etwa einen Millimeter breite, transparente Störungszonen der Feder, in deren Bereich die Ablagerung von Keratin während des Federwachstums gestört wurde. Die Störung kann eine Fahne nur teilweise betreffen, sich über die gesamte Fahne erstrecken, aber auch über Innen- und Außenfahne laufen. Sie verläuft niemals parallel zu den Federästen, aber doch mehr oder weniger rechtwinkelig zum Federschaft. Meist sind im Bereich des Hungerstreifens die Hakenstrahlen nicht voll ausgebildet, sodass benachbarte Federäste offen bleiben. Hungerstreifen können eine Bruchzone bilden, entlang der Partien der oberhalb liegenden Federäste oder ganze Federschäfte abbrechen, was im Extremfall zur Flugunfähigkeit führen kann. Seltener bilden sich auch runde Störungszonen, die dann als Hungerlöcher bezeichnet werden.
Hungerstreifen können bei allen Vogelarten auftreten, vor allem bei Jungvögeln. Fast 10 Prozent aller auf dieses Phänomen hin untersuchten Buntspechtbälge zeigten diese Federschädigung. Gemeinhin wird zeitweiliger Nahrungsmangel während der Federbildung als Auslöser angenommen, doch können auch Parasitenbefall oder Stresszustände als Ursachen eine Rolle spielen. Für letzteres spricht die Tatsache, dass ein überprozentualer Anteil nestjung oder während der Jugendmauser gefangener und beringter Vögel später diese Federmissbildung aufwies. Auch letztgeschlüpfte Jungvögel zeigen häufiger als ihre älteren Geschwister diese Federschädigung, was sowohl auf Hungerepisoden als auch auf Stresszustände hinweist.
Wachstumsstreifen, mit denen Hungerstreifen gelegentlich verwechselt werden, stellen keine Störung dar, sondern hängen mit dem unterschiedlich schnellen Federwachstum während der Tages- und Nachtstunden zusammen. Wachstumsstreifen sind nicht transparent und können nur erkannt werden, wenn man die Feder in einem bestimmten Winkel vor einer Lichtquelle untersucht.